# 沃爾鎮區 (新澤西州)
沃爾鎮區（英語：Wall Township）是位於美國新澤西州蒙茅斯縣的一個鎮區。

## 地方資料
沃爾鎮區的面積為82.08平方千米，當中陸地面積為79.41平方千米，而水域面積為2.67平方千米。根據2020年美國人口普查的數據，當地共有人口26525人，而人口密度為每平方千米323.16人。